# 지방도 제390호선
지방도 제390호선은 경기도 남양주시 퇴계원면 퇴계원리 검문소 교차로와 금곡동을 잇던 경기도의 지방도이다.

## 연혁
본래 지방도 제391호선 '서울 ~ 영중선'의 일부였으며 1972년 8월 5일에 기존 지방도 제391호선을 '서울 ~ 영중선'으로 축소하고 잔여 구간을 지방도 제390호선으로 하여 새로 신설하였다. 그러나 국도 제43호선이 1981년 종점을 강원도 고성군 고성읍으로 연장하면서 지방도 일부 구간이 편입되어 1995년에 '퇴계원 ~ 미금선'으로 단축되었다. 이후 2005년에 경기도의 지방도 대개편으로 단거리 지방도로 남아있던 이 지방도가 폐지되었다.
- 1972년 8월 5일 : 지방도 제391호선에서 '서울 ~ 금곡선'으로 분리하면서 지방도 제390호선 신설[2]
- 1995년 10월 30일 : '퇴계원 ~ 미금선'으로 단축[3]
- 2005년 3월 28일 : 노선 폐지[4]

## 주요 경유지
시점부에서 진건읍까지 구간은 경춘북로 구간의 일부이다. 진건읍 사능리에서 금곡동으로 노선이 이어져 종점 인근에서 이설 전 국도 제46호선과 접속하였다. 아래 노선은 지금의 도로 교차로 명칭을 따온 것이며 노선이 존재할 당시의 교차로와 차이가 있다.
- 남양주시
  - 퇴계원면 검문소사거리 - 퇴계원삼거리 - 퇴계원사거리 - 퇴계원역 - 진관교
  - 진건읍 진관교 - 진관사거리 - 구진관 나들목 - 진관리앞 교차로 - 먹골사거리 - 용정리입구 교차로 - 사릉역 - 사능교 - 사능사거리 - 사릉 나들목 - 송능교
  - 금곡동 금곡사거리